# Stenstugu, Endre

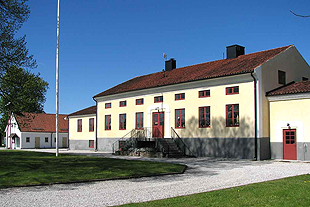
Stenstugu herrgårds mangårdsbyggnad.

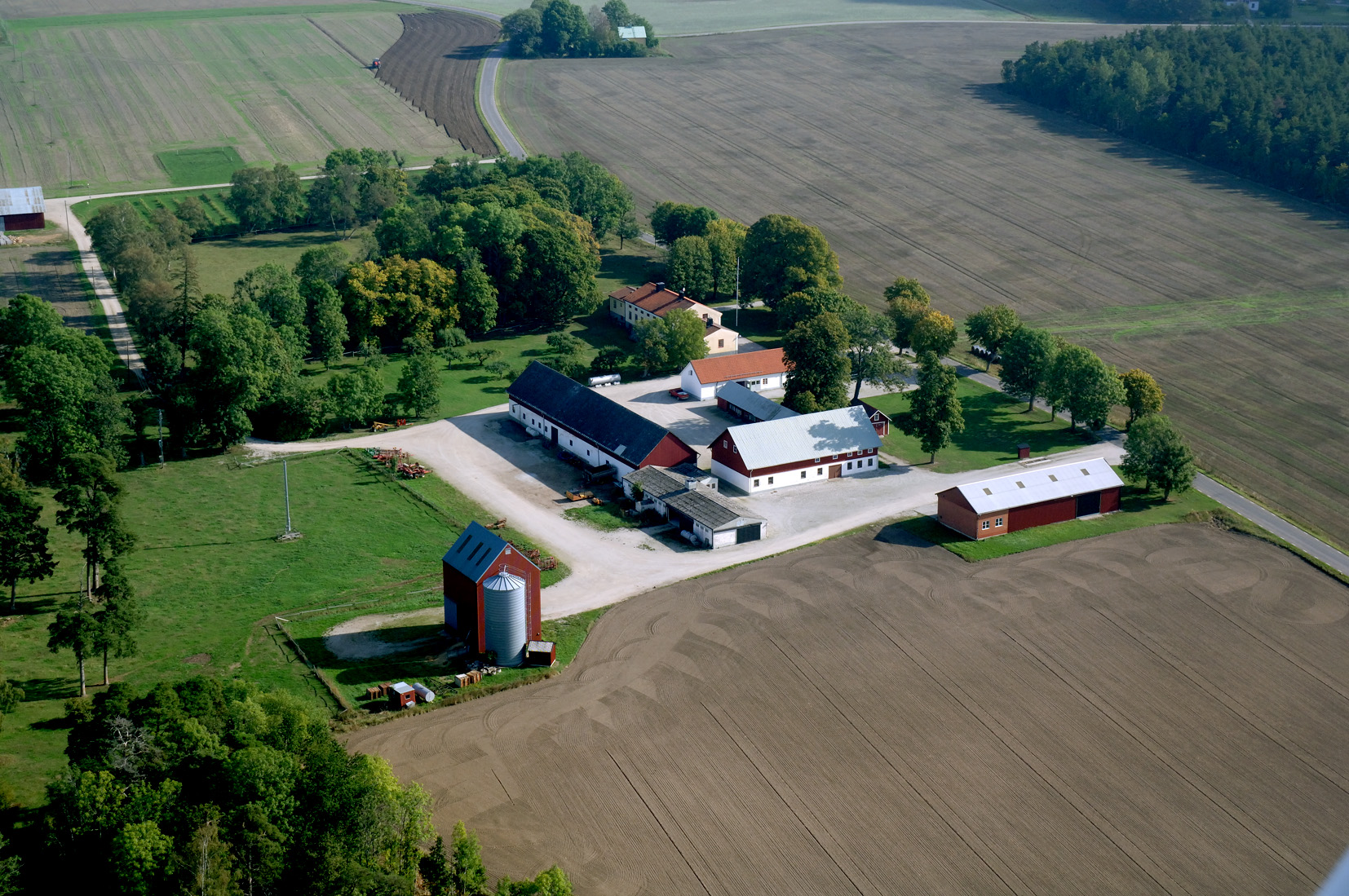
Flygbild över gården.

Stenstugu är en herrgård i Endre socken på Gotland, men namnet "Stenstugu" har gamla anor och används även av ett flertal mindre gårdar runt om på ön. Stenstugu användes under mer än 50 år som försöksgård av Sveriges lantbruksuniversitet, SLU. Gården har en anrik historia och under 1700-talet bodde där Magdalena Rudenschöld, älskarinna till Gustaf Mauritz Armfeldt. Tillsammans med Armfeldt dömdes hon till döden för att ha planerat en sammansvärjning mot Sveriges regering. Hon fick sitt straff omvandlat till deportation till Gotland. Därefter ägdes gården av kaptenen Nils Fåhraeus, vartefter den hamnade hos släkten Gardell innan SLU slutligen tog över verksamheten. Gården är idag privatägd och drivs som ekologiskt jordbruk.